# Принц і жебрак (фільм, 1972)
«Принц і жебрак» (рос. «Принц и нищий») — російський радянський телевізійний художній фільм режисера Вадима Гаузнера, знятий на об'єднанні телевізійних фільмів кіностудії Ленфільм за мотивами однойменного роману Марка Твена  в 1972 році.

## Зміст
Юний злодій Томі, який живе впроголодь і не знає, що таке розкіш та манери, за збігом обставин опиняється біля королівського палацу. Він зауважує принца Едуарда. Їх вражає, що виглядають вони, немов близнюки. Томі й Едуард вирішують обмінятися місцями, щоб злодюжка виконував обов'язки принца, а принц у цей час приміряв образ бідного простолюдина.

## Ролі
- Віктор Смирнов — принц Едуард / Том Кенті
- Юрій Астаф'єв — Гемфрі, слуга принца
- Іван Краско — Майлс Гендон
- Майя Булгакова — Дженні, мати Тома
- Олександр Соколов — Джон Кенті, батько Тома
- Марина Нейолова — принцеса Єлизавета
- Ролан Биков — сер Вільям, церемоніймейстер
- Олег Борисов — Гуго, ватажок зграї
- Гелена Івлиєва — Бет, сестра Тома
- Анатолій Солоніцин - лорд Сент-Джон
- Геннадій Полока — лорд Гертфорда, дядько принца
- Ернст Романов — архієпископ
- Євген Шпитько — «Крокодил»
- Микола Лавров — «Крокодил» (в одній зі сцен)
- Яніна Марцолі — Чорна Бесс
- Георгій Штиль — начальник варти
- Георгій Тейх — придворний
- Андрій Босов — придворний
- Едуард Ломський — жебрак
- Михайло Уржумцев — епізод
- Вадим Садовников — епізод
- Володимир Прянчин — епізод
- Ірина Гойєр — «Кажан»
- Ю. Манштейн — епізод

## Знімальна група
- Сценічна композиція: Олексій Яковлєв
- Режисер-постановник: Вадим Гаузнер
- Оператор-постановник: Олег Куховаренко
- Композитор: Олег Каравайчук
- Художник-постановник: Марксен Гаухман-Свердлов
- Режисер: В. Апананський
- Оператор: В. Амосенко
- Звукооператор: Михайло Лазарєв
- Художник-декоратор: В. Костін
- Художник по костюмах: Н. Доброва
- Художник-гример: Т. Павлова, Ю. Храмцева
- Монтаж: М. Амосова
- Редактор: А. Борисова
- Комбіновані зйомки:
  - Оператор: А. Зазулин
  - Художник: А. Александров
- Асистент режисера: М. Шевельова
- Асистенти оператора: Є. Баранов
- Асистент художника: О. Коковкіна
- Балетмейстер: Г. Замуель
- Фехтование: К. Чернозьомов
- Директор картин: Володимир Беспрозванний